# Tadeusz Augustyn Rakowiecki
Tadeusz Augustyn Rakowiecki (ur. 27 lipca 1878 we wsi Grala-Dąbrowizna, zm. 6 kwietnia 1965 w Hajnówce) – lekarz, astronom, krytyk literacki.

## Życiorys
Urodził się 27 lipca 1878 w majątku Grala-Dąbrowizna, w rodzinie Jarosława h. Rola i Pauliny z Szeligów, jako jedno z dziewięciorga ich dzieci. Jego pradziadkiem ze strony matki był Adam Maksymilian Kitajewski profesor Uniwersytetu Warszawskiego, chemik, farmaceuta, zoolog, mineralog; dziadkiem ze strony ojca był Ignacy Benedykt Rakowiecki nauczyciel, filolog, badacz słowiańszczyzny.
Pierwsze nauki pobierał w warszawskiej szkole Floriana Łagowskiego, a później w V Gimnazjum Rządowym i w 1897 zdał maturę. Mimo zdolności i zainteresowań naukami ścisłymi rozpoczął studia medyczne na Uniwersytecie Warszawskim. Dyplom ze szczególną pochwałą uzyskał w 1903 i w latach 1904–1905 brał udział w wojnie rosyjsko-japońskiej jako lekarz wojskowy. W 1905 powrócił do Warszawy oraz do pracy w Szpitalu Zakaźnym św. Stanisława na Woli.
Po wybuchu I wojny światowej ponownie został zmobilizowany i trafił do twierdzy Ossowiec. Po przeniesieniu na front południowy trafił do niewoli austriackiej. W 1916 zwolniony z niewoli i podjął pracę w Lublinie w szpitalu Jana Bożego. Brał udział w wojnie polsko-bolszewickiej jako lekarz w II brygadzie Kawalerii Wojska Polskiego. Służbę zakończył w stopniu majora.
Po wojnie zamieszkał z rodziną w Łukowie, następnie w Sułoszowej k. Ojcowa by ostatecznie w 1925 zamieszkać na stałe w Hajnówce. W Hajnówce, jak również w okolicy nie było ani jednego lekarza. Rakowiecki zorganizował Kasę Chorych w Hajnówce, Bielsku Podlaskim, Białowieży i Siemiatyczach.
Mieszkając w Hajnówce pogłębił swoje zainteresowania astronomią, których początek był po przeczytaniu książki „Kosmografia” Jana Jędrzejewicza. Prowadzenie notatek z lektur, jak i własne obserwacje zakończyło się powstaniem podręcznika akademickiego „Drogi planet i komet” wydanego w 50. roku życia autora. Brał czynny udział w powstaniu Polskiego Towarzystwa Astronomicznego i stał się współbudowniczym polskiej astronomii. W 1930 zaproponowano mu objęcie katedry na Wydziale Astronomii Uniwersytetu Jana Kazimierza we Lwowie. Tadeusz Rakowicki nie przyjął propozycji i pozostał lekarzem w Hajnówce.

## Twórczość
Przed I wojną światową pasjonował się literaturą i był autorytetem w sprawach twórczości Stefana Żeromskiego. W 1909 wydał „Duma o hetmanie Stefana Żeromskiego”, i w  1910 własnym nakładem „Szkice krytyczne o twórczości Żeromskiego”. W „Wielkiej Ilustrowanej Encyklopedii” Gutenberga z 1929 przedstawiony jest jako pisarz.
Wyniki prowadzonych obserwacji astronomicznych i obliczeń publikował w czasopismach krajowych i zagranicznych, ogółem napisał ponad dwadzieścia prac. Publikował je m.in. w: „Wiadomościach Matematycznych”, „Pracach Matematyczno-Fizycznych”, „Uranii” wydawanej w Barcelonie i „Uranu”, biuletynach obcojęzycznych Poznańskiego Towarzystwa Przyjaciół Nauk, Obserwatorium Astronomicznego Uniwersytetu Mikołaja Kopernika w Toruniu, w wydawnictwach Polskiego Towarzystwa Astronomicznego i Toruńskiego Towarzystwa Naukowego.
Tadeusz Rakowiecki był członkiem Toruńskiego, Poznańskiego i Polskiego Towarzystwa Astronomicznego oraz francuskiego „Sociate Astronomique de France”.

## Życie prywatne
W 1906 na odczycie o Stefanie Żeromskim poznał Pelagię Górską, z którą wziął ślub 23 lutego 1914 w Warszawie. Była ona nauczycielką, działaczką niepodległościową i oświatową. Wspólnie prowadzili działania społeczne w Hajnówce.
Tadeusz Rakowiecki zmarł w 6 kwietnia 1965 w Hajnówce i został pochowany na miejscowym cmentarzu katolickim.

## Ordery i odznaczenia
- Złoty Krzyż Zasługi
- Medal 10-lecia Polski Ludowej (15 stycznia 1955)[2]
- Odznaka honorowa „Za wzorową pracę w służbie zdrowia”

## Upamiętnienie
- W Przychodni Obwodowej w Hajnówce odsłonięto w 1971 popiersie dłuta Zbigniewa Szawana i tablicę pamiątkową z napisem: „Doktor Tadeusz Rakowiecki, lekarz - astronom, żył w latach 1878–1965. Troska o zdrowie człowieka była treścią życia pierwszego lekarza społecznej służby zdrowia w Hajnówce”.
- 3 września 1978 Miejskiej Bibliotece Publicznej w Hajnówce nadano imię dr Tadeusza Rakowieckiego i osłonięto tablicę pamiątkową.
- W 1998 w Samodzielnym Publicznym Zakładzie Opieki Zdrowotnej w Hajnówce otwarto Izbę Pamięci dr Tadeusza Rakowieckiego.
- Towarzystwo Przyjaciół Hajnówki i Miejska Biblioteka Publiczna w Hajnówce wydały w 1998 książeczkę Alli Gryc pt. „Tadeusz Rakowiecki – lekarz – astronom – humanista”.
- W 2004 jedną z hajnowskich ulic nazwano imieniem Tadeusza Rakowieckiego.